# Мечеть Эсе Капы

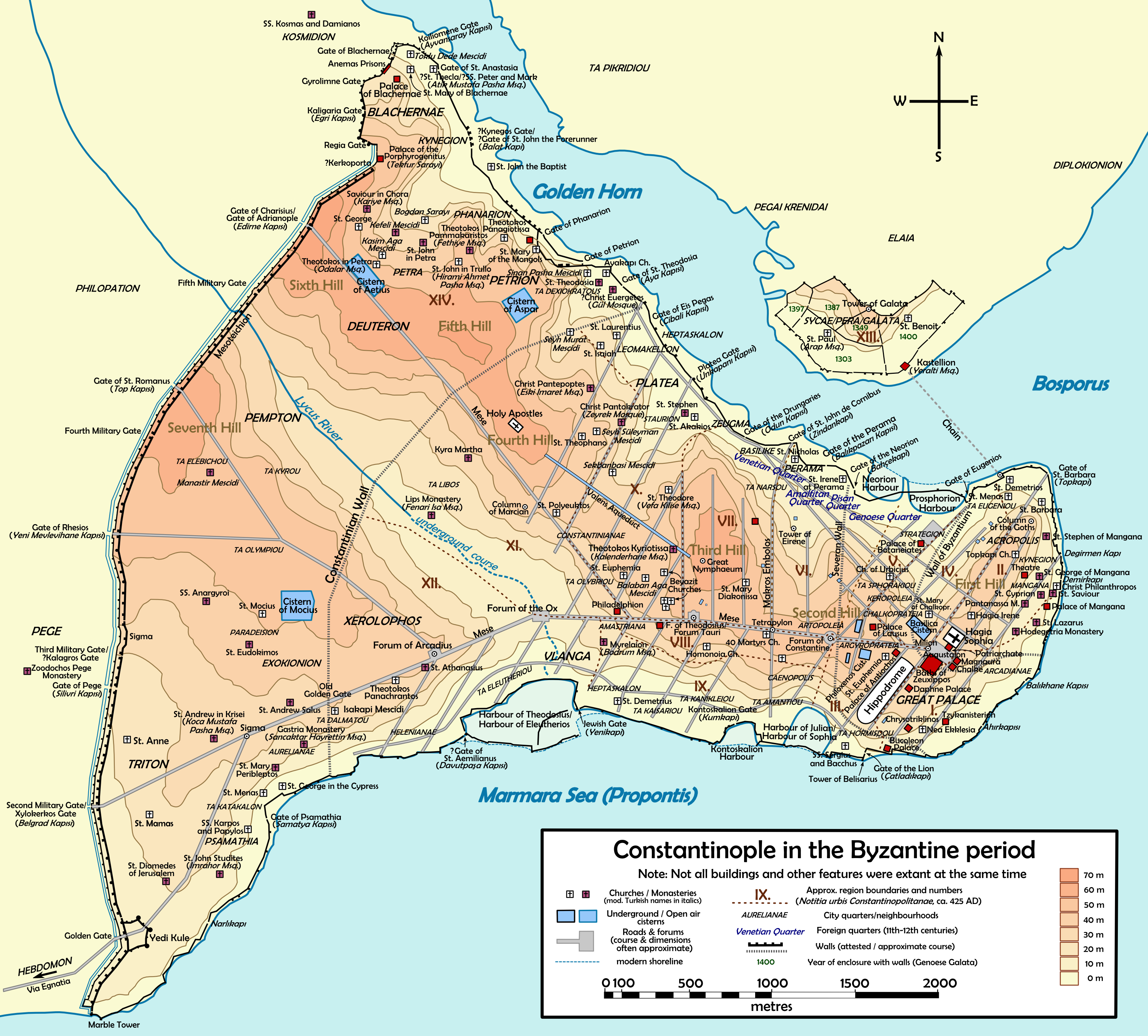
Карта византийского Константинополя. Отель Ese Kapı Mescidi расположен на углу между стенами Константина и южной ветвью реки Месе, в юго-западной части города.

Мечеть Эсе Капи (тур. Ese Kapı Mescidi, Hadim Ibrahim Pasha Mescidi), также «мечеть Иса Капы», что в переводе с турецкого означает «мечеть ворот Иисуса», — это османская мечеть в Стамбуле, Турция. Здание первоначально было православной церковью неизвестного посвящения.

## Место нахождения
Мечеть находится в районе Фатих Стамбула, по соседству (тур. Mahalle) с Давутпаша, примерно в 500 метрах к востоку-северо-востоку от мечети Санджактар Хайреттин, еще одного византийского здания. Здание теперь входит в комплекс университетской больницы Cerrahpaşa.

## История

### Византийский период
Происхождение этого византийского здания, которое находится на южном склоне седьмого холма Константинополя в районе Та Далмату и выходит на Мраморное море, не известно. Оно было возведено вдоль южной ветви дороги Меса, прямо внутри ныне исчезнувшей стены Константина. Возможно оно имеет отношение к древним воротам, возможно, Воротам Exakiónios (греч. Πύλη τοῦ Ἐξακιονίου) или Воротам Сатурнина (греч. Πύλη τοῦ Σατουρνίνου , оригинальные Золотые ворота города). Сравнение кирпичной кладки с кладкой церквей Паммакаристос и Хора позволяет предположить, что здание было возведено между концом тринадцатого и началом четырнадцатого века, в эпоху Палеологов. Предлагаемое отождествление с монастырем Яситес (греч. Μονῆ τοῦ Ἰασίτου) остается спорным.

### Османский период и современность

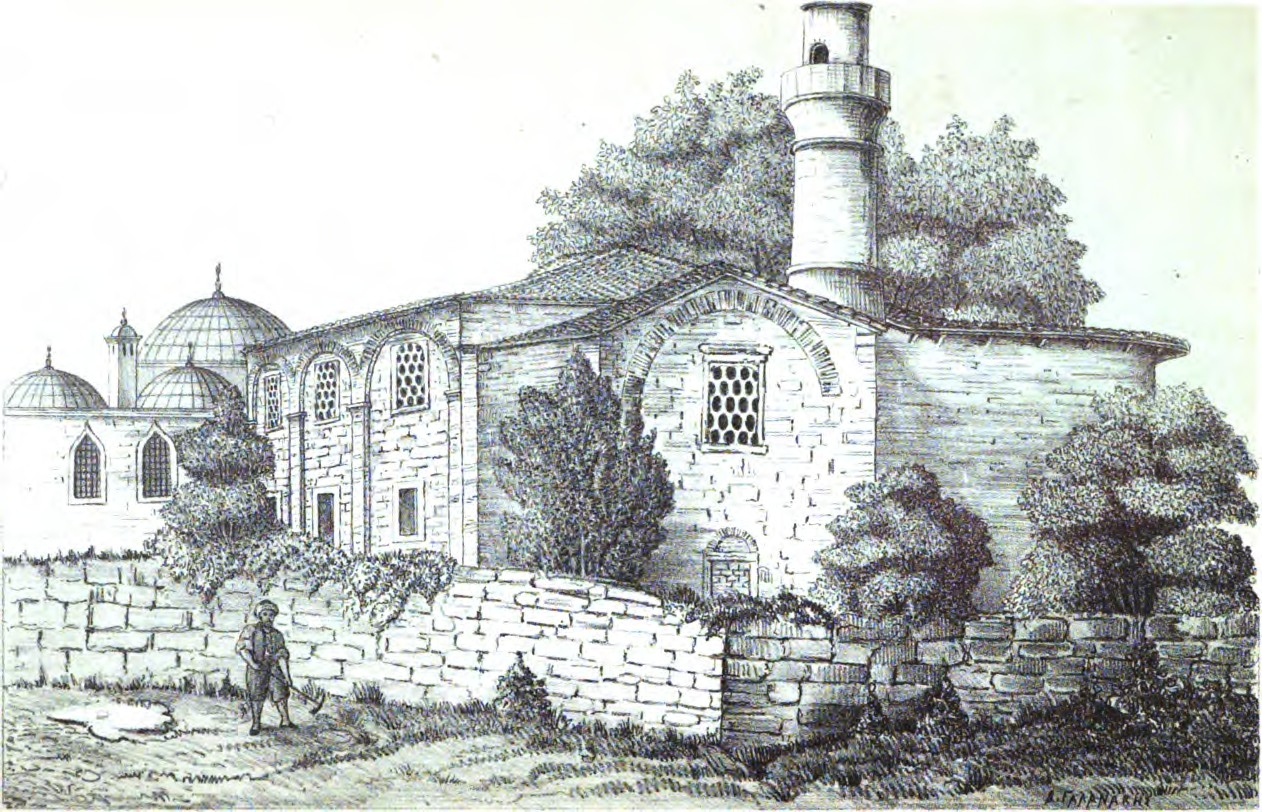
Мечеть на чертеже 1877 года из византийских топографических исследований А. Г. Паспатеса.

После падения Константинополя османами в 1453 году, в 1509 году ворота, давшие турецкое название зданию («Иса Капи», ворота Иисуса), были разрушены землетрясением. Между 1551 и 1560 годами визирь Хадим Ибрагим-паша (ум. 1562/63) преобразовал здание в небольшую мечеть (тур. Mescit). В то же время он позволил придворному архитектору Мимару Синану расширить существующий комплекс. Синан построил медресе (кораническую школу) и дершане (начальную школу), соединив их с древней церковью. Расположение этих религиозных учреждений в малонаселенных кварталах вдоль Феодосийских стен города, где население было преимущественно христианским, свидетельствует о стремлении визиря проводить политику исламизации города. В течение семнадцатого века комплекс несколько раз пострадал от землетрясений и был восстановлен в 1648 году В 1741 году Ахмет Ага — другой главный евнух — спонсировал строительство небольшого фонтана (тур. Sebil). Землетрясение в Стамбуле 1894 года разрушило здание (только две стены выдержали землетрясение), которое затем было заброшено. Руины теперь находятся в саду больницы Черрахпаша, где находится медицинский факультет Стамбульского университета. В последние годы здание было обследовано и реконструировано в соответствии с его первоначальной формой и теперь снова функционирует как мечеть.

## Описание
Здание имеет прямоугольный план со сторонами 17,0 м и 6,80 м и имеет один неф, который заканчивается на восток вимой и тремя апсидами. Центральная апсида была снесена в период Османской империи и заменена стеной. Кирпичная кладка здания состоит из рядов белых камней, чередующихся рядами красного кирпича дает хроматический эффект, типичный для поздневизантийского периода. Внешняя сторона сохранившейся стены разделена лесенками, увенчанными арками. Скорее всего, церковь изначально была увенчана куполом, но уже в XIX веке его заменили деревянной крышей. Интерьер церкви украшали фрески эпохи Палеологов. Две из них — в южной апсиде — архангела Михаила (на раковине) и святого Ипатия — на боковой стене — все еще были видны в 1930 году, но теперь исчезли. На двух стенах все еще видны лепные украшения.
Две стороны двора занимают медресе (англ. Coranic school) с одиннадцатью кельями для размещения студентов (тур. hücre) и дершане (англ. primary school). Ограниченное пространство (комплекс был ограничен несколькими улицами) вынудил Синана составить нетипичный план для комплекса такого типа. Кирпичная кладка медресе имеет двухцветный узор, аналогичный тому, который использовался в церкви. Дершане украшает фриз из рельефных лепных арабесок. Вход во двор украшен маленьким Себилом .